# Kepler-1625b
Kepler-1625b es un planeta extrasolar que forma parte de un sistema planetario formado por al menos un planeta. Orbita la estrella denominada Kepler-1625. Fue descubierto en 2016 por la sonda Kepler por medio de tránsito astronómico.

## Potencial luna extrasolar
Las curvas de luz de los tres tránsitos planetarios observados sugieren la existencia de una luna del tamaño Neptuno orbitando Kepler-1625b, con una separación de alrededor de 20 veces el radio planetario. Se necesitan más observaciones para confirmar o descartar la existencia de la luna. Durante el próximo tránsito planetario en octubre de 2017 el telescopio Hubble observará la estrella. La luna se llama Kepler-1625b i.